# Moenkhausia inrai
Moenkhausia inrai är en fiskart som beskrevs av Jacques Géry 1992. Moenkhausia inrai ingår i släktet Moenkhausia och familjen Characidae. Inga underarter finns listade i Catalogue of Life.